# Жорсткий ротатор
Жорсткий ротатор — механічна модель, що використовується при описі тіл, що обертаються.
Довільний жорсткий ротатор є тривимірним жорстким тілом. Прикладом може бути дзиґа. Задання орієнтації такого тіла в просторі вимагає використання кутів Ейлера. Особливим жорстким ротатором є лінійний ротатор, для опису якого потрібно тільки два кути. Прикладом може бути лінійна молекула. Загалом молекули, наприклад, молекула води (асиметричний ротатор), аміаку (симетричний ротатор) чи метану (сферичний ротатор), є тривимірними.
Абстракція жорсткого ротатора використовується в молекулярній та ядерній фізиці для моделювання обертання молекул та ядер атома, тоді коли в якомусь наближенні деформацією можна знехтувати.

## Лінійний ротатор
Модель лінійного ротатора складається з двох матеріальних точок, розділених фіксованою відстанню. Ця відстань та маси точок є єдиними параметрами моделі. Однак для багатьох двоатомних молекул така модель накладає занадто великі обмеження, оскільки відстані між атомами не зовсім фіксовані. Врахування малих видовжень при моделюванні дозволяє компенсувати цей недолік. Усе ж навіть для таких молекул модель жорсткого ротатора є корисним вихідним пунктом (моделлю першого порядку).

### Класичний  лінійний ротатор
Класичний  лінійний ротатор складається з двох матеріальних точок із масами {\displaystyle m_{1}} та {\displaystyle m_{2}}
(зведена маса {\displaystyle \mu ={\frac {m_{1}m_{2}}{m_{1}+m_{2}}}}) на відстані {\displaystyle R} одна від одної. 
Ротатор жорсткий, якщо {\displaystyle R} не залежить від часу.
Кінематика лінійного жорсткого ротатора зазвичай описується в сферичній системі координат. Кути задають орієнтацію ротатора в просторі.
Кінетична енергія {\displaystyle T} лінійного ротатора 
{\displaystyle 2T=\mu R^{2}{\big [}{\dot {\theta }}^{2}+({\dot {\varphi }}\,\sin \theta )^{2}{\big ]}=\mu R^{2}{\big (}{\dot {\theta }}\;\;{\dot {\varphi }}{\Big )}{\begin{pmatrix}1&0\\0&\sin ^{2}\theta \\\end{pmatrix}}{\begin{pmatrix}{\dot {\theta }}\\{\dot {\varphi }}\end{pmatrix}}=\mu {\Big (}{\dot {\theta }}\;\;{\dot {\varphi }}{\Big )}{\begin{pmatrix}h_{\theta }^{2}&0\\0&h_{\varphi }^{2}\\\end{pmatrix}}{\begin{pmatrix}{\dot {\theta }}\\{\dot {\varphi }}\end{pmatrix}},}
де {\displaystyle h_{\theta }=R\,} та {\displaystyle h_{\varphi }=R\sin \theta \,} - множники Ламе.
Множники Ламе входять у вираз для лапласіана. У разі сталої відстані {\displaystyle R}
{\displaystyle \nabla ^{2}={\frac {1}{h_{\theta }h_{\varphi }}}\left[{\frac {\partial }{\partial \theta }}{\frac {h_{\varphi }}{h_{\theta }}}{\frac {\partial }{\partial \theta }}+{\frac {\partial }{\partial \varphi }}{\frac {h_{\theta }}{h_{\varphi }}}{\frac {\partial }{\partial \varphi }}\right]={\frac {1}{R^{2}}}\left[{\frac {1}{\sin \theta }}{\frac {\partial }{\partial \theta }}\sin \theta {\frac {\partial }{\partial \theta }}+{\frac {1}{\sin ^{2}\theta }}{\frac {\partial ^{2}}{\partial \varphi ^{2}}}\right].}
Класична функція Гамільтона лінійного жорсткого ротатора має вигляд
{\displaystyle H={\frac {1}{2\mu R^{2}}}\left[p_{\theta }^{2}+{\frac {p_{\varphi }^{2}}{\sin ^{2}\theta }}\right].}

### Квантовомеханічний лінійний ротатор
Модель жорсткого лінійного ротатора можна також використати в квантовій механіці для опису обертання двоатомних молекул. Енергія обертання залежить від моменту інерції системи {\displaystyle I}.  У системі відліку центру мас момент інерції дорівнює
{\displaystyle I=\mu R^{2}.}
Квантовані рівні енергії системи знаходяться з розв'язку рівняння Шредінгера
{\displaystyle {\hat {H}}\Psi =E\Psi ,}
де {\displaystyle \Psi } — хвильова функція, а {\displaystyle {\hat {H}}}  — гамільтоніан. Для жорсткого ротататора у вільному просторі, гамільтоніан відповідає кінетичній енергії системи:
{\displaystyle {\hat {H}}=-{\frac {\hbar ^{2}}{2\mu }}\nabla ^{2}}
де {\displaystyle \hbar } — зведена стала Планка, а {\displaystyle \nabla ^{2}} —  лапласіан. Якщо оператор Лапласа записати у сферичній системі координат, гамільтоніан  задається формулою:
{\displaystyle {\hat {H}}=-{\frac {\hbar ^{2}}{2I}}\left[{1 \over \sin \theta }{\partial  \over \partial \theta }\left(\sin \theta {\partial  \over \partial \theta }\right)+{1 \over {\sin ^{2}\theta }}{\partial ^{2} \over \partial \varphi ^{2}}\right]}
Аналогічний оператор фігурує також у рівнянні Шредінгера для атома водню після розділення змінних. Його власні значення та власні функції:
{\displaystyle {\hat {H}}Y_{\ell }^{m}(\theta ,\varphi )={\frac {\hbar ^{2}}{2I}}\ell (\ell +1)Y_{\ell }^{m}(\theta ,\varphi ).}
{\displaystyle Y_{\ell }^{m}(\theta ,\varphi )} позначає сферичні гармоніки. Енергія не залежить від квантового числа {\displaystyle m\,}. Рівні енергії
{\displaystyle E_{\ell }={\hbar ^{2} \over 2I}\ell \left(\ell +1\right)}
{\displaystyle 2\ell +1} разів вироджені: функції з фіксованим  {\displaystyle \ell \,}, в яких {\displaystyle m=-\ell ,-\ell +1,\dots ,\ell }, мають однакову енергію.
Запроваджуючи сталу обертання B, можна записати:
{\displaystyle E_{\ell }=B\;\ell \left(\ell +1\right),\quad \quad B\equiv {\frac {\hbar ^{2}}{2I}}.}
В одиницях оберненої довжини стала обертання дорівнює
{\displaystyle {\bar {B}}\equiv {\frac {B}{hc}}={\frac {h}{8\pi ^{2}cI}}={\frac {\hbar }{4\pi c\mu R_{e}^{2}}},}
де c - швидкість світла. Якщо використати значення h, c, and I в гаусових одиницях, {\displaystyle {\bar {B}}} записується в обернених сантиметрах, см−1. Ця одиниця часто використовується у ротаційно-вібраційній спектроскопії. Стала обертання {\displaystyle {\bar {B}}(R)}  залежить від відстані {\displaystyle R}. Часто записують   {\displaystyle B_{e}={\bar {B}}(R_{e})}, де  {\displaystyle R_{e}} рівноважне значення {\displaystyle R} (значення, при якому енергія взаємодії між атомами мінімальна).
Типовий ротаційний спектр складається із серій піків, що відповідають переходам між рівнями з різними значеннями квантового числа кутового моменту ({\displaystyle \ell }).    Відповідно, обертальні піки мають енергію, що відповідає цілому числу {\displaystyle 2{\bar {B}}}.

### Правила відбору
Обертальні переходи в молекулі відбуваються, коли молекула поглинає фотон (квант електромагнітного поля). Залежно від енергії фотона, тобто від довжини хвилі, це може призвести до переходу між обертальними рівнями  або викликати інші переходи в молекулі (електронні чи коливальні). Чисто обертальні переходи, в яких вібронні (коливально-електронні) хвильові функції не змінюються, відбуваються у мікрохвильовому діапазоні електромагнітного спектру.
Зазвичай обертальні переходи можуть спостерігатися лише тоді, коли квантове число кутового моменту змінюється на одиницю ({\displaystyle \Delta l=\pm 1}).  Це правило відбору є наслідком наближення теорії збурень першого порядку в залежному від часу рівнянні Шредінгера. У рамках цього підходу обертальні переходи можна спостерігати лише тоді, коли одна чи кілька складових дипольного моменту ненульова. 
Якщо z - напрямок складової електричного поля електромагнітної хвилі, дипольний момент переходу дорівнює
{\displaystyle \langle \psi _{2}|\mu _{z}|\psi _{1}\rangle =\left(\mu _{z}\right)_{21}=\int \psi _{2}^{*}\mu _{z}\psi _{1}\,\mathrm {d} \tau .}
Перехід відбувається, коли цей інтеграл не дорівнює нулю. Відділяючи у хвильовій функції обертальну складову від вібронної, можна показати, що це означає наявність у молекули постійного дипольного моменту. Проінтегрувавши по вібронним координатам, залишається обертальна частина моменту переходу
{\displaystyle \left(\mu _{z}\right)_{l,m;l',m'}=\mu \int _{0}^{2\pi }\mathrm {d} \phi \int _{0}^{\pi }Y_{l'}^{m'}\left(\theta ,\phi \right)^{*}\cos \theta \,Y_{l}^{m}\,\left(\theta ,\phi \right)\;\mathrm {d} \cos \theta .}
Тут {\displaystyle \mu \cos \theta \,}  -  z-ва компонента постійного дипольного моменту. Момент {\displaystyle \mu } є усередниним по вібронних координатах дипольним оператором. Залишається тільки компонента постійного моменту вздовж осі різноатомних молекул. Використовуючи, ортогональність сферичних гармонік {\displaystyle Y_{l}^{m}\,\left(\theta ,\phi \right)}
можна визначити значення {\displaystyle l}, {\displaystyle m}, {\displaystyle l'}, та {\displaystyle m'}, що даватимуть ненульові значення моменту переходу.  Це обмеження визначає правила відбору для жорсткого ротатора
{\displaystyle \Delta m=0,\quad \quad \Delta l=\pm 1.}

### Нежорсткий лінійний ротатор
Зазвичай для опису обертальної енергії двоатомних молекул використовують модель жорсткого ротатора, але вона не є абсолютно точним описом таких молекул. Це зумовлено тим, що молекулярний зв'язок, а з ним і міжатомна відстань {\displaystyle R} не є точно фіксованими. При швидшому обертанні (більших значеннях квантового числа {\displaystyle l}) зв'язок розтягається. Врахувати цей ефект за рахунок множника, відомого як стала відцентрового спотворення {\displaystyle {\bar {D}}} (риска над змінною означає, що її величина виражається у см−1):
{\displaystyle {\bar {E}}_{l}={E_{l} \over hc}={\bar {B}}l\left(l+1\right)-{\bar {D}}l^{2}\left(l+1\right)^{2}}
де
{\displaystyle {\bar {D}}={4{\bar {B}}^{3} \over {\bar {\boldsymbol {\omega }}}^{2}}.}
{\displaystyle {\bar {\boldsymbol {\omega }}}} є фундаментальною частотою коливань молекули (в см−1). Ця частота зв'язана зі зведеною масою та коефіцієнтом жорсткості зв'язку за формулою
{\displaystyle {\bar {\boldsymbol {\omega }}}={1 \over 2\pi c}{\sqrt {k \over \mu }}.}
Попри те, що модель нежорсткого ротататора задовільна для двоатомної молекули, вона все ж недосконала. Причина в тому, що вона не враховує розтягання зв'язку за рахунок енергії у ньому (ангармонічність потенціалу).

## Жорсткий ротатор довільної форми
Жорсткий ротатор довільної форми є абсолютно твердим тілом з фіксованим центром маси (він може також рівномірно рухатися) у вільному від полів просторі R3, тож його енергія скаладається з кінетичної (при рівномірному русі є також стала складова, яку можна не враховувати). Жорстке тіло можна характеризувати трьома власними значеннями тензора моменту інерції, що є невід'ємними числами, які називають головними моментами інерції.
У мікрохвильовій спектроскопії, яка в основному вивчає обертальні переходи, зазвичай молекули класифікують так:
- сферичні ротатори
- симетричні ротатори
  - сплюснуті симетричні ротатори
  - витягнуті симетричні ротатори
- асиметричні ротатори

Ця класифікація залежить від віденосних значень головних моментів інерції.

### Координати
Різні підрозділи фізики та області техніки використовують різні засоби для опису кінематики жорсткого ротатора. Молекулярна фізика майже винятково користується кутами Ейлера. У квантовій механіці використання кутів Ейлера теж має переваги, оскільки вони є простим узагальненням сферичної системи координат.
Першим кроком є уявне закріплення на тілі ортогональної системи координат. Цю систему координат можна закріпити на тілі будь-як, але здебільшого для цього використовують систему, а якій тензор інерції діагональний, тобто осі кооридинат збігаються з головними осями тензора інерції. Така система завжди ортогональна, оскільки тензор інерції задається Ермітовою матрицею. Коли ротатор має вісь симетрії, вона зазвичай збігається з одною із головних осей. Зручно обрати вісь симетрії найвищого порядку за вісь  z.
У початковий момент часу лабораторну систему суміщають із закріпленою на тілі, тож осі  x, y та z закріпленої системи збігаються з осями X, Y та Z просторової лабораторної системи. Потім тіло повертають на певний   додатній кут {\displaystyle \alpha \,} навколо осі z (проти годинникової стрілки), що змусить вісь {\displaystyle y} зміститися в положення   {\displaystyle y'}. Третім кроком, тіло та закріплену на ньому систему координат повертають на кут {\displaystyle \beta \,} навколо осі {\displaystyle y'}. Вісь z закріпленої на тілі системи після цих двох поворотів матиме стосовно непорушної просторової системи полярний кут  {\displaystyle \alpha \,} (зазвичай його позначають {\displaystyle \varphi \,}) та азимутальний кут  {\displaystyle \beta \,} (зазвичай його позначають {\displaystyle \theta \,}). Якщо ротатор циліндричний вздовж осі z, на кшталт лінійного жорсткого ротатора, його положення в просторі є однозначно визначеним.
Якщо циліндричної симетрії нема, то останній поворот проводиться навколо осі z-axis (з кутовими координатами {\displaystyle \beta \,} та {\displaystyle \alpha \,} ), що необхідно для повного визначення орієнтації тіла. Традиційно останній кут повороту називають {\displaystyle \gamma \,} (або {\displaystyle \psi \,}).
Така конвенція визначення кутів Ейлера відома як конвенція {\displaystyle z''-y'-z}; можна показати, що вона аналогічна конвенції {\displaystyle z-y-z}, у якій порядок поворотів обернений.
Повна матриця трьох послідовних поворотів є добутком
{\displaystyle \mathbf {R} (\alpha ,\beta ,\gamma )={\begin{pmatrix}\cos \alpha &-\sin \alpha &0\\\sin \alpha &\cos \alpha &0\\0&0&1\end{pmatrix}}{\begin{pmatrix}\cos \beta &0&\sin \beta \\0&1&0\\-\sin \beta &0&\cos \beta \\\end{pmatrix}}{\begin{pmatrix}\cos \gamma &-\sin \gamma &0\\\sin \gamma &\cos \gamma &0\\0&0&1\end{pmatrix}}}
Нехай {\displaystyle \mathbf {r} (0)} є радіус-вектором довільної точки тіла {\displaystyle {\mathcal {P}}}  в закріпленій на тілі системі відліку.  Початково {\displaystyle \mathbf {r} (0)} є також радіус-вектром точки {\displaystyle {\mathcal {P}}} в просторовій системі координат.
Повороти тіла не змінюють координати в системі, закріпленій на тілі, але змінюють просторові координати, тож вектор {\displaystyle {\mathcal {P}}}   стає  
{\displaystyle \mathbf {r} (\alpha ,\beta ,\gamma )=\mathbf {R} (\alpha ,\beta ,\gamma )\mathbf {r} (0).}
Зокрема, якщо точка {\displaystyle {\mathcal {P}}} лежить спочатку на осі Z, її координати стають
{\displaystyle \mathbf {R} (\alpha ,\beta ,\gamma ){\begin{pmatrix}0\\0\\r\\\end{pmatrix}}={\begin{pmatrix}r\cos \alpha \sin \beta \\r\sin \alpha \sin \beta \\r\cos \beta \\\end{pmatrix}},}
що демонструє відповідність сферичній системі координат (у конвенції, що використовується в фізиці).
Знання кутів Ейлера як функції часу t та початкових координат {\displaystyle \mathbf {r} (0)}  визначає кінематику обертання абсолютно твердого тіла.

### Класична кінетична енергія
Це є узагальненням добре відомого виразу для енергії обертання тіла навколо одної осі.
Тут припускається, що закріплена на тілі система координат є системою головних осей; вона діагоналізує миттєве значення тензора моменту інерції {\displaystyle \mathbf {I} (t)} , тобто
{\displaystyle \mathbf {R} (\alpha ,\beta ,\gamma )^{-1}\;\mathbf {I} (t)\;\mathbf {R} (\alpha ,\beta ,\gamma )=\mathbf {I} (0),} де {\displaystyle \quad \mathbf {I} (0)={\begin{pmatrix}I_{1}&0&0\\0&I_{2}&0\\0&0&I_{3}\\\end{pmatrix}},}
Кути Ейлера вважаються тут залежними від часу, що в свою чергу визначає залежність від часу {\displaystyle \mathbf {I} (t)}. Це позначення означає, що при {\displaystyle t=0} кути Ейлера нульові, тобто при {\displaystyle t=0} закріплена на тілі система відліку збігається з просторовою.
Класична кінетична енергія T  жорсткого ротатора може бути записана по різному:
- як функція кутових швидкостей
- у лагранжевій формі
- як функція кутового моменту
- у гамільтоновій формі

Оскільки кожна з цих форм використовується і записана в підручниках, тут буде наведено усі.

#### Через кутові швидкості
T, виражена через кутові швидкості, має вигляд
{\displaystyle T={\frac {1}{2}}\left[I_{1}\omega _{x}^{2}+I_{2}\omega _{y}^{2}+I_{3}\omega _{z}^{2}\right],}
де
{\displaystyle {\begin{pmatrix}\omega _{x}\\\omega _{y}\\\omega _{z}\\\end{pmatrix}}={\begin{pmatrix}-\sin \beta \cos \gamma &\sin \gamma &0\\\sin \beta \sin \gamma &\cos \gamma &0\\\cos \beta &0&1\\\end{pmatrix}}{\begin{pmatrix}{\dot {\alpha }}\\{\dot {\beta }}\\{\dot {\gamma }}\\\end{pmatrix}}.}
Вектор {\displaystyle {\boldsymbol {\omega }}=(\omega _{x},\omega _{y},\omega _{z})} складений із компонент кутових швидкостей ротатора, щодо осей, закріплених на тілі. Можна показати, що  {\displaystyle {\boldsymbol {\omega }}} не є похідною будь-якого вектора, на відміну від звичного означння швидкості. Крапки над ейлеровими кутами означають часові похідні в нотації Ньютона. Кутові швидкості задовольняють систему рівнянь, відому під назвою ейлерових (із нульовим моментом сили, оскільки вважається, що ротатор обертається у просторі, вільному від сил).

#### Форма Лагранжа
Якщо знову підставити вираз для  {\displaystyle {\boldsymbol {\omega }}}  у T, можна отримати кінетичну енергію в формі функції Лагранжа (як функцію похідних від ейлерових кутів). У матричному запису
{\displaystyle 2T={\begin{pmatrix}{\dot {\alpha }}&{\dot {\beta }}&{\dot {\gamma }}\end{pmatrix}}\;\mathbf {g} \;{\begin{pmatrix}{\dot {\alpha }}\\{\dot {\beta }}\\{\dot {\gamma }}\\\end{pmatrix}},}
де {\displaystyle \mathbf {g} } - метричний тензор, виражений через ейлерові кути (в криволінійних координатах);
{\displaystyle \mathbf {g} ={\begin{pmatrix}I_{1}\sin ^{2}\beta \cos ^{2}\gamma +I_{2}\sin ^{2}\beta \sin ^{2}\gamma +I_{3}\cos ^{2}\beta &(I_{2}-I_{1})\sin \beta \sin \gamma \cos \gamma &I_{3}\cos \beta \\(I_{2}-I_{1})\sin \beta \sin \gamma \cos \gamma &I_{1}\sin ^{2}\gamma +I_{2}\cos ^{2}\gamma &0\\I_{3}\cos \beta &0&I_{3}\\\end{pmatrix}}.}

#### Через кутовий момент
Доволі часто кінетичну енергію записують через кутовий момент {\displaystyle \mathbf {L} }. В обертовій системі відліку  він має компоненти  {\displaystyle \quad L_{i}}. Можна показати, що він зв'язаний з кутовою швидкістю,
{\displaystyle \mathbf {L} =\mathbf {I} (0)\;{\boldsymbol {\omega }},} або {\displaystyle L_{i}={\frac {\partial T}{\partial \omega _{i}}},\;\;i=x,\,y,\,z.}
У просторовій фіксованій системі його значення зберігається, тобто не залежить від часу. У закріпленій на тілі системі відліку компоненти кутового моменту  {\displaystyle \quad L_{i}} залежать від часу.
Вираз для кінетичної енергії через кутовий момент має вигляд
{\displaystyle T={\frac {1}{2}}\left[{\frac {L_{x}^{2}}{I_{1}}}+{\frac {L_{y}^{2}}{I_{2}}}+{\frac {L_{z}^{2}}{I_{3}}}\right].}

#### Гамільтонова форма
У  гамільтоновій формі кінетична енергія записується через узагальнені імпульси, що визначаються як
{\displaystyle {\begin{pmatrix}p_{\alpha }\\p_{\beta }\\p_{\gamma }\\\end{pmatrix}}\ {\stackrel {\mathrm {def} }{=}}\ {\begin{pmatrix}\partial T/{\partial {\dot {\alpha }}}\\\partial T/{\partial {\dot {\beta }}}\\\partial T/{\partial {\dot {\gamma }}}\\\end{pmatrix}}=\mathbf {g} {\begin{pmatrix}\;\,{\dot {\alpha }}\\{\dot {\beta }}\\{\dot {\gamma }}\\\end{pmatrix}},}
де використано симетричність матриці {\displaystyle \mathbf {g} }.
Сам вираз для кінетичної енергії має вигляд
{\displaystyle 2T={\begin{pmatrix}p_{\alpha }&p_{\beta }&p_{\gamma }\end{pmatrix}}\;\mathbf {g} ^{-1}\;{\begin{pmatrix}p_{\alpha }\\p_{\beta }\\p_{\gamma }\\\end{pmatrix}},}
де обернений метричний тензор задається як
{\displaystyle {\scriptstyle \sin ^{2}\beta }\;\;\mathbf {g} ^{-1}=}
{\displaystyle {\begin{pmatrix}{\frac {\cos ^{2}\gamma }{I_{1}}}+{\frac {\sin ^{2}\gamma }{I_{2}}}&\left({\frac {1}{I_{2}}}-{\frac {1}{I_{1}}}\right){\scriptstyle \sin \beta \sin \gamma \cos \gamma }&-{\frac {\cos \beta \cos ^{2}\gamma }{I_{1}}}-{\frac {\cos \beta \sin ^{2}\gamma }{I_{2}}}\\\left({\frac {1}{I_{2}}}-{\frac {1}{I_{1}}}\right){\scriptstyle \sin \beta \sin \gamma \cos \gamma }&{\frac {\sin ^{2}\beta \sin ^{2}\gamma }{I_{1}}}+{\frac {\sin ^{2}\beta \cos ^{2}\gamma }{I_{2}}}&\left({\frac {1}{I_{1}}}-{\frac {1}{I_{2}}}\right){\scriptstyle \sin \beta \cos \beta \sin \gamma \cos \gamma }\\-{\frac {\cos \beta \cos ^{2}\gamma }{I_{1}}}-{\frac {\cos \beta \sin ^{2}\gamma }{I_{2}}}&\left({\frac {1}{I_{1}}}-{\frac {1}{I_{2}}}\right){\scriptstyle \sin \beta \cos \beta \sin \gamma \cos \gamma }&{\frac {\cos ^{2}\beta \cos ^{2}\gamma }{I_{1}}}+{\frac {\cos ^{2}\beta \sin ^{2}\gamma }{I_{2}}}+{\frac {\sin ^{2}\beta }{I_{3}}}\\\end{pmatrix}}.}
Цей обернений тензор потрібен для отримання оператора Лапласа — Бельтрамі, який (помножений на {\displaystyle -\hbar ^{2}}) задає оператор енергії жорсткого ротатора в квантовій механіці.
Наведену класичну функцію Гамільтона можна переписати у вигляді, необхідному для інтегрування у фазовому просторі класичної статистичної механіки
{\displaystyle {\begin{array}{lcl}T&=&{\frac {1}{2I_{1}\sin ^{2}\beta }}\left((p_{\alpha }-p_{\gamma }\cos \beta )\cos \gamma -p_{\beta }\sin \beta \sin \gamma \right)^{2}\\&&+{\frac {1}{2I_{2}\sin ^{2}\beta }}\left((p_{\alpha }-p_{\gamma }\cos \beta )\sin \gamma +p_{\beta }\sin \beta \cos \gamma \right)^{2}+{\frac {p_{\gamma }^{2}}{2I_{3}}}.\\\end{array}}}

### Жорсткий ротатор у квантовій механіці
Як зазвичай перехід до квантової механіки здійснюється заміною узагальнених імпульсів на оператори, в яких фігурують похідні щодо канонічно спряжених узагальнених координат. Так,
{\displaystyle p_{\alpha }\longrightarrow -i\hbar {\frac {\partial }{\partial \alpha }},}
і аналогічно щодо {\displaystyle p_{\beta }} та {\displaystyle p_{\gamma }}. На диво, це правило зводить доволі складну функцію кутів Ейлера, їхніх похідних та моментів інерції до простого диференціального оператора, який не залежить від часу чи від моментів інерції, і в якому фігурує похідна тільки від одного з кутів Ейлера.
Цього правила квантування достатньо, щоб отримати оператори, що відповідають класичним кутовим моментам. Існує два види кутових моментів: ті, що визначаються у фіксованій просторовій системі відліку, та ті, що зв'язані з тілом. Як і ті, так і іншу є векторними операторами, тобто мають три складові, що перетворюються при обертанні (фіксованої проторової системи та системи, зв'язаної з тілом, відповідно) як вектори. Точна форма кутових моментів жорсткого ротататора задається D-матрицею Вігнера (яку, втім, слід помножити на {\displaystyle \hbar }). 
У системі тіла оператори кутового моменту записуються як {\displaystyle {\hat {\mathcal {P}}}_{i}}. Вони мають незвичні комутаційні співвідношення.
Правила квантування не вистачає, щоб записати оператор кінетичної енергії, виходячи з класичного гамільтоніана. Оскільки в класичній фізиці  {\displaystyle p_{\beta }} комутує з {\displaystyle \cos \beta } та {\displaystyle \sin \beta } й оберненими до них функціями, положення цих тригонометричних функцій у класичній функції Гамільтона довільне. Після квантування комутації уже більше нема, і порядок операторів та функцій в гамільтоніані важко визначити. Подольський у 1928 запропонував використовувати оператор Лапласа — Бельтрамі (помножений на {\displaystyle -{\tfrac {1}{2}}\hbar ^{2}}), що має відповідну форму для того, щоб грати роль квантомеханічного оператора енергії. Форма цього оператора така (використовується конвенція підсумовування: повторення індексів означає суму— у цьому випадку це стосується трьох кутів Ейлера {\displaystyle q^{1},\,q^{2},\,q^{3}\equiv \alpha ,\,\beta ,\,\gamma }):
{\displaystyle {\hat {H}}=-{\tfrac {\hbar ^{2}}{2}}\;|g|^{-1/2}{\frac {\partial }{\partial q^{i}}}|g|^{1/2}g^{ij}{\frac {\partial }{\partial q^{j}}},}
де {\displaystyle |g|} позначає детермінант тензора g:
{\displaystyle |g|=I_{1}\,I_{2}\,I_{3}\,\sin ^{2}\beta .} {\displaystyle g^{ij}=(\mathbf {g} ^{-1})_{ij}.}
Отримавши обернений метричний тензор, можна записати оператор кінетичної енергії через ейлерові кути за допомогою простої підстановки (зауваження: відповідне рівняння на власні значення є рівнянням Шредінгера для жорсткого ротатора у формі, для якої було вперше знайдено розв'язок Кронігом та Рабі (для випадку симетричного ротатора). Це один із небагатьох випадків, коли рівняння Шредінгера можна розв'язати аналітично. Усі розв'язки було знайдено упродовж року після формулювання рівняння Шредінгера.)
Зараз зазвичай поступають так: можна показати, що  {\displaystyle {\hat {H}}} виражається в обертовій системіі відліку через оператори кутового моменту (при доведенні потрібно бути обережним щодо комутації диференційних операторів та тригонометричних функцій). Результат виглядає аналогічно класичному:
{\displaystyle {\hat {H}}={\tfrac {1}{2}}\left[{\frac {{\mathcal {P}}_{x}^{2}}{I_{1}}}+{\frac {{\mathcal {P}}_{y}^{2}}{I_{2}}}+{\frac {{\mathcal {P}}_{z}^{2}}{I_{3}}}\right].}
Дія операторів {\displaystyle {\hat {\mathcal {P}}}_{i}} на  D-матриці Вігнера проста. Зокрема
{\displaystyle {\mathcal {P}}^{2}\,D_{m'm}^{j}(\alpha ,\beta ,\gamma )^{*}=\hbar ^{2}j(j+1)D_{m'm}^{j}(\alpha ,\beta ,\gamma )^{*},} {\displaystyle {\mathcal {P}}^{2}={\mathcal {P}}_{x}^{2}+{\mathcal {P}}_{y}^{2}+{\mathcal {P}}_{z}^{2},}
тож рівняння Шредінгера для сферичного ротора ({\displaystyle I=I_{1}=I_{2}=I_{3}})  
розв'язується, визначаєть {\displaystyle (2j+1)^{2}} вироджені рівні енергії {\displaystyle {\tfrac {\hbar ^{2}j(j+1)}{2I}}}.
Симетричний ротатор має {\displaystyle I_{1}=I_{2}}. Він вигягнутий (як сигара), якщо {\displaystyle I_{3}<I_{1}=I_{2}}. У цьому випадку гамільтоніан записується 
{\displaystyle {\hat {H}}={\tfrac {1}{2}}\left[{\frac {{\mathcal {P}}^{2}}{I_{1}}}+{\mathcal {P}}_{z}^{2}{\Big (}{\frac {1}{I_{3}}}-{\frac {1}{I_{1}}}{\Big )}\right],}
і використовується 
{\displaystyle {\mathcal {P}}_{z}^{2}\,D_{mk}^{j}(\alpha ,\beta ,\gamma )^{*}=\hbar ^{2}k^{2}\,D_{mk}^{j}(\alpha ,\beta ,\gamma )^{*}.}
Отже, 
{\displaystyle {\hat {H}}\,D_{mk}^{j}(\alpha ,\beta ,\gamma )^{*}=E_{jk}D_{mk}^{j}(\alpha ,\beta ,\gamma )^{*},}, де{\displaystyle E_{jk}/\hbar ^{2}={\frac {j(j+1)}{2I_{1}}}+k^{2}\left({\frac {1}{2I_{3}}}-{\frac {1}{2I_{1}}}\right).}
Власне значення  {\displaystyle E_{j0}} вироджено {\displaystyle 2j+1} разів, усі власні функції  з {\displaystyle m=-j,-j+1,\dots ,j} мають однакове власне значення.  Енергії з |k| > 0 вироджені
{\displaystyle 2(2j+1)} разів. Цей точний розв'язок рівняння Шредінгера для симетричного ротатора було знайдено в  1927.
Задача про обертання несиметричного ротатора ({\displaystyle I_{1}\neq I_{2}\neq I_{3}}) точно не розв'язується.

## Пряме експериментальне спостереження обертань молекул
Обертання молекули впродовж довгого часу безпосередньо спостерігати не вдавалося. Тільки розробка технології вимірювання з атомною роздільністю зробила його можливим. При низьких температурах обертання молекул можна заморозити, повністю або частково. Тоді його можна бачити в тунельних мікроскопах, стабілізацію при вищих температурах можна пояснити обертальною ентропією.
Пряме спостереження збудження обертання у виокремленій одиночній молекулі вдалося побачити нещодавно, використовуючи спектроскопію непружного тунелювання електронів у тунельному мікроскопі.

## Виноски
1. ↑  Давыдов А.С. (1973). Квантовая механика. Москва: Наука.
2. 1 2  Podolsky, B. (1928). Phys. Rev. 32: 812. Bibcode:1928PhRv...32..812P. doi:10.1103/PhysRev.32.812. {{cite journal}}: Пропущений або порожній |title= (довідка)
3. ↑  Chapter 4.9 of Goldstein, H.; Poole, C. P.; Safko, J. L. (2001). Classical Mechanics (Third ed.). San Francisco: Addison Wesley Publishing Company. ISBN 0-201-65702-3.
4. 1 2  R. de L. Kronig and I. I. Rabi (1927). The Symmetrical Top in the Undulatory Mechanics. Phys. Rev. 29: 262—269. Bibcode:1927PhRv...29..262K. doi:10.1103/PhysRev.29.262.
5. ↑  J. K. Gimzewski; C. Joachim; R. R. Schlittler; V. Langlais; H. Tang; I. Johannsen (1998), «Rotation of a Single Molecule Within a Supramolecular Bearing» (German), Science 281 (5376):  pp. 531–533, doi:10.1126/science.281.5376.531
6. 1 2  Thomas Waldmann; Jens Klein; Harry E. Hoster; R. Jürgen Behm (2012), «Stabilization of Large Adsorbates by Rotational Entropy: A Time-Resolved Variable-Temperature STM Study» (German), ChemPhysChem:  pp. n/a–n/a, doi:10.1002/cphc.201200531
7. ↑  S. Li, A. Yu, A, F. Toledo, Z. Han, H. Wang, H. Y. He, R. Wu, and W. Ho, Phys. Rev. Lett. 111, 146102 (2013).http://journals.aps.org/prl/abstract/10.1103/PhysRevLett.111.146102
8. ↑  F. D. Natterer, F. Patthey, and H. Brune, Phys. Rev. Lett. 111, 175303 (2013).http://journals.aps.org/prl/abstract/10.1103/PhysRevLett.111.175303